# Hatfield and the North
Hatfield and the North é uma banda de rock progressivo da cena Canterbury da década de 1970.
Hatfield and the North surgiu a partir da banda Delivery no começo de 1972, consistindo em Phil Miller (guitarra), Steve Miller (teclados), Pyp Pyle (bateria) e Richard Sinclair (baixo e vocal). A banda fez alguns shows em Agosto e Setembro daquele ano, mas com Steve Miller sendo substituído por Dave Sinclair. A banda mudou seu nome para Hatfield and the North, enquanto Steve Miller reformou o Delivery em 1973.
No entanto, Dave Sinclair logo saiu da banda, em Janeiro de 1976 e foi rapidamente substituído por Dave Stewart do Egg, antes das gravações do primeiro álbum começarem.
A banda gravou dois álbuns, Hatfield and the North e The Rotters' Club, antes de se separar. Miller, Stewart e Pyle formaram o National Health, que também incluía Alan Gowen do Gilgamesh; Hatfield ant the North e Gilgamesh já haviam feito alguns shows juntos, incluindo alguns com as duas bandas no palco - "quarteto duplo" -, um protótipo do National Health. (Richard Sinclair fez algumas participações no National Health) Miller, Stewart, Pyle e Sinclair também trabalharam juntos em várias combinações em outros projetos.

## Reuniões
Em Março de 1990, o grupo voltou brevemente, contando com Phil Miller, Richard Sinclair, Pip Pyle e Sophia Domancich (teclados, namorada de Pyle até então e sua colega de banda no Equip'Out). Essa formação chegou a filmar um show, lançado em DVD recentemente.
Em Janeiro de 2005, a banda voltou mais uma vez, com Alex Maguire substituindo Domancich. A banda fez uma turnê entre 2005 e 2006, mas Pyle faleceu em Agosto de 2006 na volta de um show do Hatfield em Groningen. Em alguns shows europeus em Junho de 2005, Mark Fletcher (da banda In Cahoots, de Miller) havia substituído Pyle por complicações médicas. Um show em Montreal está planejado, e Fletcher já está contratado para participar deste também.
Também em 2005, a banda lançou sua coleção de material de arquivo, Hatwise Choice, pelo selo Burning Shed.

## Discografia
- Hatfield and the North (studio LP, Virgin 1974; CD, Virgin 1990)
- The Rotters' Club (studio LP, Virgin 1975; CD, Virgin 1990)
- Afters (Virgin, 1980)
- Live 1990 (live CD, Demon, 1993)
- Hatwise Choice: Archive Recordings 1973-1975, Volume 1 (Hatco CD73-7501, distributed by Burning Shed, 2005)